# BMW M Hybrid V8
El BMW M Hybrid V8 es un sport prototipo cerrado de la homologación LMDh y GTP, construido por el fabricante alemán BMW para competir en el WeatherTech SportsCar Championship a partir de 2023 y en el Campeonato Mundial de Resistencia a partir de 2024.

## Contexto
En 28 de enero de 2020 se anunció la creación de la categoría LMDh, una categoría creada en conjunto entre la FIA, ACO y IMSA en la cual muchos elementos serían estandarizados en favor de un costo de creación mínimo comparado a la categoría LMH mucho más costosa. Además esta categoría permitiría competir en ambos lados del atlántico al ser posible competir con un mismo coche en el Campeonato Mundial de Resistencia de la FIA y el WeatherTech SportsCar Championship. El 23 de marzo de 2021, por los medios de comunicación se anunció el posible interés de BMW por la nueva categoría LMDh a la cual bávara califico de "muy atractiva". Finalmente el 9 de junio, Markus Flasch CEO de la división M de BMW anunció mediante redes sociales el regreso de la marca bávara a la resistencia tras más de 20 años de ausencia.

## Desarrollo
El 8 de septiembre de 2021, BMW anunció su asociación con los italianos de Dallara como su constructor de chasis. Además de construir el chasis de BMW, Dallara es socia de Cadillac en la creación de su LMDh pero trabajando ambos proyectos por separado.
Durante la fase de evaluación del motor, se observó que el motor turbo de cuatro cilindros BMW P48 del BMW M4 DTM y el motor turbo de ocho cilindros BMW P63 del BMW M8 GTE, pero los posibles problemas de confiabilidad del P48 y el gran peso del P63 habían sido consideraciones negativas. Por eso se seleccionó el motor P66. El BMW P66/3, originalmente un motor de aspiración normal, que había estado usando una solución biturbo y acoplándolo con el tren motriz eléctrico reglamentario.
El 6 de junio de 2022, BMW presentó oficialmente el automóvil con el cual regresan a la resistencia, el BMW M Hybrid V8. El BMW M Hybrid V8 fue presentado con una decoración de camuflaje mientras desarrollaba sus test a la espera de sus colores definitivos.
El coche completó sus primeras vueltas el 25 de julio de 2022 en el circuito italiano de Varano de' Melegari, la pista de pruebas del fabricante italiano Dallara donde se construye el chasis del BMW de la mano del norteamericano Connor de Phillippi y el sudafricano Sheldon van der Linde.
En agosto, BMW completo una jornada de test de cinco días en Barcelona donde sus pilotos oficiales se turnaron a los mandos del Hybrid V8: Augusto Farfus, Marco Wittmann y Nick Yelloly se sumaron a Van Der Linde en estos test. El test estuvo centrado en el desarrollo del rendimiento, comprensión del automóvil y todas las funcionalidades. Además el equipo de ingenieros “aprovechó la oportunidad para resolver problemas menores” durante la semana. El kilometraje hecho en estos test no fue revelado.
A principios de septiembre, la reciente incorporación de BMW, René Rast disfruto de sus primeros kilómetros a bordo del BMW M Hybrid V8 en unos test celebrados en el MotorLand Aragón en los últimos test en Europa antes de iniciar la parte norteamericana de pruebas.

## Competición
El 13 de noviembre de 2021, BMW anunció su asociación con el equipo Rahal Letterman Lanigan Racing ostentara la condición de equipo oficial de la marca en el WeatherTech SportsCar Championship en 2023. El 22 de septiembre de 2022, BMW reveló la deccoración definitiva del BMW M Hybrid V8 junto a los pilotos de fábrica que representaran a la marca en 2023: De Phillippi, Yelloly, Augusto Farfus, Phillip Eng y Colton Herta serán los pilotos fijos en el WeatherTech SportsCar Championship.
El 25 de julio de 2022, BMW confirmó su programa en el Campeonato Mundial de Resistencia a partir de la temporada 2024 dentro de la categoría Hypercar. El 2 de agosto se anunció que el Team WRT se convertirá en su representante oficial en el WEC a partir de 2024.
El BMW M Hybrid V8 iniciara su camino en la competición en las 24 Horas de Daytona de 2023, primera prueba de la temporada 2023 del WeatherTech SportsCar Championship.

## Resultados

### IMSA SportsCar Championship
(Clave) (negrita indica pole position) (cursiva indica vuelta rápida)
| Año  | Escudería    | Clase | Pilotos                          | N.º | Rondas | Rondas  | Rondas  | Rondas | Rondas  | Rondas | Rondas  | Rondas  | Rondas | Puntos | Pos. CP | Puntos | Pos. CC |
| Año  | Escudería    | Clase | Pilotos                          | N.º | 1      | 2       | 3       | 4      | 5       | 6      | 7       | 8       | 9      | Puntos | Pos. CP | Puntos | Pos. CC |
| ---- | ------------ | ----- | -------------------------------- | --- | ------ | ------- | ------- | ------ | ------- | ------ | ------- | ------- | ------ | ------ | ------- | ------ | ------- |
| 2023 | BMW Team RLL | GTP   | Philipp Eng Augusto Farfus       | 24  | DAY 6  | SEB Ret | LBH 4   | LGA 5  | WGL Ret | MOS 8  | ELK Ret | IMS Ret | PET 8  | 2341   | 8.º     | 2998   | 4.º     |
| 2023 | BMW Team RLL | GTP   | Marco Wittmann                   | 24  | DAY 6  | SEB Ret | LBH     | LGA    | WGL     | MOS    | ELK     | IMS     | PET 8  | 789    | 16.º    | 2998   | 4.º     |
| 2023 | BMW Team RLL | GTP   | Colton Herta                     | 24  | DAY 6  | SEB     | LBH     | LGA    | WGL     | MOS    | ELK     | IMS     | PET    | 274    | 24.º    | 2998   | 4.º     |
| 2023 | BMW Team RLL | GTP   | Connor De Phillippi Nick Yelloly | 25  | DAY 9  | SEB 2   | LBH 2   | LGA 9  | WGL 1   | MOS 3  | ELK Ret | IMS 3   | PET 7  | 2687   | 6.º     | 2998   | 4.º     |
| 2023 | BMW Team RLL | GTP   | Sheldon van der Linde            | 25  | DAY 9  | SEB 2   | LBH     | LGA    | WGL     | MOS    | ELK     | IMS     | PET 7  | 851    | 13.º    | 2998   | 4.º     |
| 2023 | BMW Team RLL | GTP   | Colton Herta                     | 25  | DAY 9  | SEB     | LBH     | LGA    | WGL     | MOS    | ELK     | IMS     | PET    | 274    | 24.º    | 2998   | 4.º     |
| 2024 | BMW Team RLL | GTP   | Philipp Eng Jesse Krohn          | 24  | DAY 8  | SEB 6   | LBH 6   | LGA 9  | DET 7   | WGL 5  | ELK 7   | IMS 1   | PET    | 2235   | 7.º     | 2566   | 4.º     |
| 2024 | BMW Team RLL | GTP   | Augusto Farfus                   | 24  | DAY 8  | SEB 6   | LBH     | LGA    | DET     | WGL    | ELK     | IMS     | PET    | 531    | 20.º    | 2566   | 4.º     |
| 2024 | BMW Team RLL | GTP   | Dries Vanthoor                   | 24  | DAY 8  | SEB     | LBH     | LGA    | DET     | WGL    | ELK     | IMS     | PET    | 253    | 31.º    | 2566   | 4.º     |
| 2024 | BMW Team RLL | GTP   | Connor De Phillippi Nick Yelloly | 25  | DAY 7  | SEB 4   | LBH Ret | LGA 7  | DET Ret | WGL 6  | ELK Ret | IMS 2   | PET    | 2152   | 8.º     | 2566   | 4.º     |
| 2024 | BMW Team RLL | GTP   | Maxime Martin                    | 25  | DAY 7  | SEB 4   | LBH     | LGA    | DET     | WGL    | ELK     | IMS     | PET    | 570    | 19.º    | 2566   | 4.º     |
| 2024 | BMW Team RLL | GTP   | René Rast                        | 25  | DAY 7  | SEB     | LBH     | LGA    | DET     | WGL    | ELK     | IMS     | PET    | 268    | 28.º    | 2566   | 4.º     |

### Campeonato Mundial de Resistencia de la FIA
(Clave) (negrita indica pole position) (cursiva indica vuelta rápida)

| Año     | Equipo         | Clase    | Pilotos               | N.º | 1   | 2   | 3   | 4   | 5   | 6   | 7   | 8   | Puntos | Pos. |
| ------- | -------------- | -------- | --------------------- | --- | --- | --- | --- | --- | --- | --- | --- | --- | ------ | ---- |
| 2024    | BMW M Team WRT | Hypercar |                       |     | QAT | IMO | SPA | LMS | SÃO | COA | FUJ | BHR | 64     | 5.º  |
| 2024    | BMW M Team WRT | Hypercar | Raffaele Marciello    | 15  | 14  | DSQ | Ret | Ret | 9   | 8   | 2   | 5   | 64     | 5.º  |
| 2024    | BMW M Team WRT | Hypercar | Dries Vanthoor        | 15  | 14  | DSQ | Ret | Ret | 9   | 8   | 2   | 5   | 64     | 5.º  |
| 2024    | BMW M Team WRT | Hypercar | Marco Wittmann        | 15  | 14  | DSQ | Ret | Ret | 9   | 8   | 2   | 5   | 64     | 5.º  |
| 2024    | BMW M Team WRT | Hypercar | Robin Frijns          | 20  | 10  | 6   | 13  | NC  | 14  | 13  | Ret | Ret | 64     | 5.º  |
| 2024    | BMW M Team WRT | Hypercar | René Rast             | 20  | 10  | 6   | 13  | NC  | 14  | 13  | Ret | Ret | 64     | 5.º  |
| 2024    | BMW M Team WRT | Hypercar | Sheldon van der Linde | 20  | 10  | 6   | 13  | NC  | 14  | 13  | Ret | Ret | 64     | 5.º  |
| 2025*   | BMW M Team WRT | Hypercar |                       |     | QAT | IMO | SPA | LMS | SÃO | COA | FUJ | BHR |        |      |
| 2025*   | BMW M Team WRT | Hypercar | Kevin Magnussen       | 15  | 4   | 6   | 10  | 17  |     |     |     |     |        |      |
| 2025*   | BMW M Team WRT | Hypercar | Raffaele Marciello    | 15  | 4   | 6   | 10  | 17  |     |     |     |     |        |      |
| 2025*   | BMW M Team WRT | Hypercar | Dries Vanthoor        | 15  | 4   | 6   |     | 17  |     |     |     |     |        |      |
| 2025*   | BMW M Team WRT | Hypercar | Robin Frijns          | 20  | 7   | 2   | Ret | 16  |     |     |     |     |        |      |
| 2025*   | BMW M Team WRT | Hypercar | René Rast             | 20  | 7   | 2   | Ret | 16  |     |     |     |     |        |      |
| 2025*   | BMW M Team WRT | Hypercar | Sheldon van der Linde | 20  | 7   | 2   |     | 16  |     |     |     |     |        |      |
| Fuente: |                |          |                       |     |     |     |     |     |     |     |     |     |        |      |

- * Temporada en desarrollo.